# Rakovo oko
Rakovo oko (lat. Abrus precatorius), vrsta otrovne biljke, grmaste penjačice iz porodice lepirnjača. Ime joj dolazi od grčkog abros (= nježan, gizdav), i latinskog: precor (= moliti se), Podrijetlom je iz Indonezije, odakle se proširila po mnogim tropskim i suptropskim krajevima.
Sjeme ove biljke crvene je boje s crnom mrljom i koristi se za izradu ukrasa. Sjemenka je otrovna jer u sebi sadrži arbin, otrov koji izaziva povišenu temperaturu, mučninu, otežano disanje i nakon tri do četiri dana smrt. Budući da je sjemenka zaštićena ovojnicom u slučaju gutanja bila bi smrtonosna jedino ako bi se žvakala, u suprotnom samo bi prošla kroz organizam.

## Podvrste
- Abrus precatorius subsp. precatorius
- Abrus precatorius subsp. africanus Verdc.

- sjemenke rakovog oka
- listovi
- mahune